# Hetényegyháza vasútállomás
Hetényegyháza vasútállomás egy Bács-Kiskun vármegyei vasútállomás, melyet a MÁV üzemeltet Kecskemét településen. Az állomás egy katonai létesítmény és tanyák szomszédságában fekszik Kecskemét központjától mintegy nyolc kilométerre nyugat-északnyugati irányban, Hetényegyháza városrész lakott területének keleti szélén.

## Története
Valaha elágazó vasútállomás volt, a Kerekegyháza és Lajosmizse felől Kecskemétre tartó vonatok ezen az állomáson találkoztak. A vasútállomás kezdőponti váltókörzetétől pár méternyire Lajosmizse irányában ágazott ki a 143-as számú Hetényegyháza–Kerekegyháza-vasútvonal Kerekegyháza felé tartó vágánya.
A 2000-es években az állomáson a vonattalálkozások megszűntek. Az egyre apadó forgalmú rakodó bezárt, tehervonatokat már csak a katonai iparvágány fogadott. Az állomást visszaminősítették megálló-rakodóhellyé. Az állomásépületben vonatjelentő őr teljesített szolgálatot. 2009-ben Hónig Péter a 142-es vasútvonal déli részét bezáratta, így Hetényegyháza személyforgalom nélkül maradt. A forgalom 2010. július 4-ig csak az áthaladó tehervonatokra korlátozódott.
A 2010-es évek végén az állomás igen lassú fejlődésnek indult, ugyanis Kecskemét városa kulcsszerepet szánt neki az elővárosi közlekedés fejlesztésében. 2019 novemberében a második vágány mellett betonelemes peront építettek. A 2020 decemberi menetrendváltáskor a napi vonatpárok száma kettőről 11-re növekedett. Ebből kilenc a kecskeméti agglomeráció belső részét szolgálta ki, ezeknek a fordítóállomása Hetényegyháza lett. Az állomás autóbuszos ráhordókapcsolatot is kapott, Hetényegyháza belterületéről a 353-as és 354-es járatok az állomás előtt kiépített megállóhelyeken fordultak. Ezzel egy időben egy kis B+R kerékpártárolót is kialakítottak. A harmadik vágányt 2022 nyarán használt anyagokból átépítették, ezáltal az újból alkalmassá vált vonatok fogadására. A 2022. december 11-i menetrendváltás óta Hetényegyháza újból vasútállomás, ahol rendelkező forgalmi szolgálattevő dolgozik.

## Leírása
Az állomás háromvágányos vasútállomás, amelynek a második vágánya az átmenő fővágány, a két mellékvágányt csak igen ritkán használják, a vonal menetrendjében még járatsűrítés esetén sem lenne szükség keresztek lebonyolítására. A délkeleti végponti bejárattól 300 méternyire egy iparvágány ágazik ki a vasútvonalból a katonai bázis felé, ennek kiszolgálásához szükség van a hetényegyházi vágányokra is.

## Fejlesztési tervek
A 2022 nyarán publikált fejlesztési tervek szerint Hetényegyháza állomás jelentősen átalakulna. Az átmenő fővágány megmaradása mellett két kitérővágány épülne a bal oldalon. Az első és a második vágány között szigetperont terveznek. A jelenlegi állomásépületet, illetve az egykori szolgálati épületek bontásra kerülnének. Az állomás jobb oldalán 50 P+R, illetve 50+150 B+R parkoló, illetve egy települési feltáróút épülne. Az állomást a vasútvonal egészével együtt villamosítanák.

## Vasútvonalak
Az állomást az alábbi vasútvonalak érintik:
- Budapest–Lajosmizse–Kecskemét-vasútvonal

### Korábban
- Hetényegyháza–Kerekegyháza-vasútvonal – 1974-ben megszűnt

## Kapcsolódó állomások
A vasútállomáshoz az alábbi állomások vannak a legközelebb:
- Nagynyír megállóhely
- Úrihegy megállóhely (Budapest–Kecskemét-vasútvonal)
- Hetényegyháza alsó megállóhely (–1974, Kerekegyháza vasútállomás)

## Megközelítése  tömegközlekedéssel
- Busz:  15, 15D, 29, 353, 354

## Forgalom
| Járat | Útvonal | Gyakoriság                                   |
| ----- | --- | -------------------------------------------- |
| S21   | Budapest-Nyugati – Zugló – Kőbánya alsó – Kőbánya-Kispest – Kispest – Pestszentimre felső – Pestszentimre – Gyál felső – Gyál – Felsőpakony – Ócsa – Inárcs-Kakucs – Dabas – Gyón – Hernád – Örkény – Táborfalva – Felsőlajos – Lajosmizse – Lajosmizse alsó – Klábertelep – Felsőméntelek – Méntelek – Alsóméntelek – Nagynyír – Hetényegyháza – Úrihegy – Miklóstelep – Kecskemét-Máriaváros – Kecskemét alsó – Kecskemét | Hétvégén 3 Budapest felé és 4 Kecskemét felé |
| S210  | (Táborfalva → Felsőlajos →) Lajosmizse – Lajosmizse alsó – Klábertelep – Felsőméntelek – Méntelek – Alsóméntelek – Nagynyír – Hetényegyháza – Úrihegy – Miklóstelep – Kecskemét-Máriaváros – Kecskemét alsó – Kecskemét | Munkanapokon napi 2 pár                      |
| S210  | Hetényegyháza – Úrihegy – Miklóstelep – Kecskemét-Máriaváros – Kecskemét alsó – Kecskemét | Munkanapokon 9 pár                           |